# جومانا بو عيد
جومانا بو عيد (21 فبراير-)  إعلامية لبنانية.

## حياتها الخاصة
ولدت في قضاء المتن أصلها من بكاسين جنوب لبنان أحست بموهبتها منذ الصغر كانت لديها مواهب متعددة كالتمثيل في المدرسة وتقليد المعلمين كما كانت تغني في جميع المناسبات المدرسية  ، حازت على شهادة في العلوم السياسية، إضافة إلى شهادة في الموسيقى والتي قامت بتدريسها أثناء دراستها الجامعية، تجيد أربعة لغات العربية الفرنسية الإنجليزية والإيطالية   تزوجت من رجل الأعمال سايد فينيانوس سركيس بعد قصة حب في 14 أيلول 2013 في حفل حضره كبار النجوم.
في 27 مارس 2020 رزقت بطفلين تؤام مالك وكلوي

## السيرة المهنية

### انطلاقتها مع شبكة راديو وتلفزيون العرب.A.R.T
كانت تستعد لدخول السلك الديبلوماسي والعمل في وزارة الخارجية، عندما إلتقت أشخاصاً يعملون في حقل التلفزيون وطرحوا عليّها فكرة تجربة الكاستينغ لشبكة راديو وتلفزيون العرب، عندما واجهت الكاميرا أثناء التجربة صار هناك ود بينهما وخاضت العمل ووجدت فيه تجديداً وبدأت العمل ونجحت به.
انطلاقتها مع شبكة راديو وتلفزيون العرب التي كانت تبث من العاصمة الإيطالية روما أفزدانو، سافرت إلى إيطاليا بعد أن تم قبولها تاركة عائلتها وبلدها خلفها.
أول ظهور لها على الشاشة كان لها في الثامن من ديسمبر عام 1993 أثناء تحضير الإعلان عن محطة شبكة راديو وتلفزيون العرب وبعده قدمت برنامجاً على قناة art الرياضية أثناء مباريات كأس العالم في العام 1994 
في 21 يوليو 1994 قام الشيخ صالح كامل بافتتاح قناة الموسيقى أو art5 إنتقلت للقناة حيث كانت بوابة العبور نحو النجاح، حققت لها شهرة عربية برغم كونها تعمل في قناة مشفرة 
عرض عليها العمل في الكثير من المحطات في إيطاليا كrai1 لكنها أصرت على البقاء في شبكة شبكة راديو وتلفزيون العرب 
منحها الشيخ صالح كامل الثقة والمجال لتنفيذ افكارها وأعتبرته صاحب الفضل الأكبر عليها وساعدتها الإعلامية الراحلة همت مصطفى مديرة البث في إيطاليا في تدريبها وأعطتها الحماسة لتصبح مذيعة ناجحة.
قدمت العديد من البرامج الفنية والمسابقات أشهرها ستديو المشاهدين  وحلقات مسجلة خاصة من روما بعنوان سهرة فنية  إستضافت فيها كبار النجوم وقامت بتقديم وتغطية أهم المهرجانات والحفلات العربية التي كانت تتشارك في تقديمها مع زميلاتها فرح بن رجب ونادين فلاح.
أسست أول نشرة إخبارية فنية بعنوان  أخبار فنية مع جومانا بو عيد 
إنتقلت مكاتب البث إلى بيروت لبنان في منتصف العام 2001 وعادت للعمل هناك مع جميع زميلاتها، بقيت جومانا تعمل في art الموسيقى لحين شراء الأمير الوليد بن طلال للقناة وتغيير إسمها إلى روتانا موسيقى في يونيو2003.

### إنتقالها إلى روتانا
إستكملت عملها الإعلامي في محطة روتانا موسيقى في الثامن من أكتوبر 2003  حيث أسست نشرة إخبارية اجتماعية فنية يومية الأولى من نوعها والوحيدة في العالم العربي وشغلت منصب رئيس تحرير الأخبار حتى 2010 عندما توقفت القناة عن إنتاج البرامج 
اتهمت وأشيع في الصحافة بأنها سبب إبعاد زميلتها فرح بن رجب عن روتانا بعد انطلاقتها عندما صرحت فرح بأن مذيعة ذات نفوذ سبب إبعاد لكنها ردت بأنها تحب فرح ولاتملك نفوذا ولو كان الأمر بيدها لكانت فرح في المحطة 
حاورت ابرز النجوم والشخصيات اسبوعيا من خلال برنامج اعتبر من أهم البرامج الفنية الحوارية في العالم العربي مع حبي ، استمر على مدى خمس سنوات وفاز أكثر من مرة بجائزة أفضل برنامج حواري منوع  تبعه برنامج كلمة فصل الذي إعتبر نقلة نوعية في عالم البرامج التلفزيونية الحوارية، استضافت من خلاله كبار النجوم من الوطن العربي.
قدمت على روتانا خليجية حلقة خاصة عن برامج رمضان 2010
قدمت العديد من الحلقات الخاصة التي أطلت من خلالها على عدد من المحطات العربية ومن خلالها استضافت وجوها معروفة ولامعة في عالم الإخراج، والصحافة والاعلام والتمثيل والفن الغنائي، كما اعدت وقدمت افلاما وثائقية تتمحور حول السير الذاتية لكبار من العالم العربي.
قدمت احتفاليات توقيع وتجديد عقود الفنانين مع شركة روتانا للصوتيات أولها مع النجم عمرو دياب في أغسطس2003 وآخرها احتفالية الفنانة إليسا في 27 أكتوبر 2015
كما قدمت احتفالات رسمية عربية وأجنبية منها حفل إطلاق قناة فوكس العالمية للأفلام فوكس موفيز وفوكس العالمية للمسلسلات
قدمت حلقات خاصة، سبيسيالات الشخصيات والنجوم عرضت على قناة إم تي في اللبنانية ل تضيء على مسيرة حياة بكل مراحلها نجاحاتها وإخفاقاتها.
برزت كأفضل إعلامية أيضا من خلال تغطية وتقديم أبرز المهرجانات العربية في العالم، فازت بجوائز أفضل اعلامية عربية في أكثر من مطبوعة وعبر إستفتاءات جماهيرية كما حلت ضيفة في أكثر من محطة عالمية منها تلفزيون الراي الإيطالي والتلفزيون الفرنسي والمحطة الدنماركية وغيرها من المحطات الأوروبية التي اضاءت من خلال تقارير خاصة صورت معها على عملها الإنساني والاجتماعية مع الجمعيات الخيرية العربية والاجنبية (برنامج envoye’ special) واكبتها الصحافة الاجنبية في جولاتها الميدانية في المناطق المحرومة وخلال تنفيذ المشاريع البيئية والإنسانية عبر الأراضي اللبنانية.
كُرّمت في أكثر من مهرجان عربي ونالت شهادات التقدير والجوائز.
شاركت في منتديات الإعلام العربي في الإمارات وإدارة ندوات تمحورت حول محتوى الإعلام العربي.
شاركت في تقديم بعض الجوائز حفل الموريكس دور لعدة أعوام 2007-2015
في فبراير 2016 أطلت جومانا بو عيد على الشاشة من جديد خلال حفلات مهرجان ليالي فبراير الكويت الذي تنظمه روتانا حيث قدمت وصلتين الأولى للفنان ماجد المهندس والثانية في حفل الفنانة نوال الكويتية
في السادس من مايو 2016 عادت جومانا للتقديم من خلال حلقة إذاعية تحت عنوان «اللقاء المنتظر» مع الفنانة اللبنانية كارول سماحة عبر أثير إذاعة «جرس سكوب إف أم» وتحدّثت عن الفن، الحياة، السياسة، المجتمع، وألبومها الجديد 
في 24 مايو 2016 قدمت حفل فنان العرب محمد عبده في دار الأوبرا المصرية سبقته بمؤتمر صحفي قبلها 
في السابع من يوليو 2016 في ثاني أيام عيد الفطر قدمت حفل إطلاق ألبوم الفنانة نوال الكويتية في مركز دبي التجاري العالمي
في الثامن والعشرين من يوليو 2016 قدمت حفل الفنانة نجوى كرم في مهرجان جرش
في الأول من فبراير 2017 قدمت حفلا من تنظيم من شركة روتانا للصوتيات والمرئيات ضمن فعاليات مهرجان البحرين للتسوق، والذي أحياه الفنان الإماراتي حسين الجسمي والفنانة المغربية أسماء لمنور
في الثامن من مايو 2017 قدمت المؤتمر الصحفي الذي نظمته روتانا لفنان العرب محمد عبده، باحدى فنادق القاهرة، كما قدمت أيضا حفل محمد عبده ب دار الاوبرا المصرية 10 مايو 2017
في 28 يناير 2018 وضمن مهرجان التسوق في البحرين بدورته الرابعة قدمت حفلتي الفنان محمد عبده والفنانة أنغام  عام 2020 رأست تحرير جريدة السهم 
في أكتوبر 2022 عادت لتقديم البرامج التلفز وذلك من خلال برنامج «يلا نحكي» على شاشة LBC الفضائية اللبنانية  التابعة لشبكة قنوات روتانا في يوليو 2024 قدمت حفل جوائز مهرجان بياف . في بيروت 

## نشاطاتها الأنسانية
- قدمت حلقات خاصة تابعت لمنظمة الغذاء العالمي الفاو استقبلت فيها عددا من الوجوه السياسية والاجتماعية المتخصصة في هذا المجال بهدف جمع التبرعات لنشاط المنظمة الإنساني.
- لها مشاركة دائمة في النشاطات الخيرية والإنسانية وهي تشغل منصب سفيرة لجمعية اصدقاء لبنان في موناكو في لبنان والشرق الأوسط، ومقرها امارة موناكو، وهي عضو فخري أيضا في هذه الجمعية المدعومة من أمير موناكو ألبير الثاني.[30]
- تتعاون جومانا مع UNDPبرنامج الأمم المتحدة لتطوير البرامج المساهمة في مجالات البيئة، التربية، الصحة، التعليم وغيرها من المجالات الإنسانية والاجتماعية. كما تتعاون أيضا مع برنامج الأمم المتحدة «عيش لبنان» Art Gold في الإطار الاجتماعي البيئي نفسه.
- متعاونة مع مركز سرطان الأطفال سان جود في لبنان ونشاطاتهم الخيرية في كافة الدول العربية ولبنان.
- في أكتوبر 2012 قامت بإطلاق حملة تبرعات وصلاة لأطفال مرضى السرطان سان جود[31]

## البرامج التي قدمتها
| البرنامج | عرض على                     | العام      |
| --- | --------------------------- | ---------- |
| كأس العالم 94 | art الرياضية                | 1994       |
| ستديو art | art المنوعات                | 1995       |
| ستديو المشاهدين | art الموسيقى                | 2003-1996  |
| سهرة فنية | art الموسيقى                | 2002-1995  |
| ستديو art5 | art الموسيقى                | رمضان1998  |
| بسرعة ما معك وقت | art الموسيقى                | 1998-1997  |
| بالمقلوب | art الموسيقى                | رمضان 1999 |
| أخبار فنية | art الموسيقى                | 1999-1996  |
| فنان الأسبوع | art الموسيقى                | 1997-1998  |
| بس كرمالك | art الموسيقى                | 2001-2000  |
| إنها الحدث (نجوى كرم) | art الموسيقى                | 2001       |
| خيمة رمضان | art الموسيقى                | رمضان 2002 |
| قمة النجوم | روتانا موسيقى               | 2003       |
| حفلاتراديو وتلفزيون العرب، مهرجان هلا فبراير، مهرجان جرش، مهرجان قرطاج الدوحة باريس، الدنمارك مهرجان دبي للتسوق، مارينا، أغادير، ذوق مكايل البحرين | art الموسيقى، روتانا موسيقى | 2017-1995  |
| مع حبي | روتانا موسيقى               | 2007-2003  |
| كلمة فصل | روتانا موسيقى               | 2008       |
| تاراتاتا | تلفزيون دبي                 | 2012-2007  |
| ع هوا لبنان | تلفزيون قطر                 | 2010       |
| سهرة روتانا | روتانا إف إم السعودية       | 2011       |
| أمليmy hope | إم تي في اللبنانية          | 2012       |
| سبيسيال | إم تي في اللبنانية          | 2012       |
| يلا نحكي | ال بي سي الفضائية           | 2023-2024  |

## جوائز وتكريمات
- لبنان: تكريم من قبل بلدية زحلة ومنحت درعاً تقديرياً، كما قدمت جمعية «شعاع الأمل» مجسما من الكريستال تقديرا لها لمسيرتها الاعلامية ومشاركتها في حفل عاصي الحلاني في مهرجان الكرمة 2010 [34]

## وصلات خارجية
- جومانا بو عيد على موقع قاعدة بيانات الأفلام العربية